# Riflessi neonatali
Quando un bambino nasce lascia un ambiente protetto per entrare in un mondo dove viene a contatto con una innumerevole quantità di stimoli sensoriali. Per poter sopravvivere a questo cambiamento dispone di un insieme di riflessi arcaici primari, chiamati riflessi neonatali, designati ad assicurare una risposta immediata al nuovo intorno.
La presenza dei riflessi primari è indispensabile per la sopravvivenza del nascituro. Altrettanto indispensabile per l'organizzazione della sua vita relazionale, sensoriale, affettiva e produttiva è che questi riflessi si estinguano completamente entro i 6-12 mesi di vita.

## Elenco dei riflessi primari
- Riflesso di Moro
- Riflesso di prensione palmare
- Riflesso tonico asimmetrico cervicale
- Riflesso di suzione (di Epstein)
- Riflesso spinale di Galant
- Riflesso di immersione
- Riflesso di marcia automatica
- Collo tonico
- Riflesso cutaneo plantare (vedi Segno di Babinski)